# Старое Беркаево
Старое Беркаево  — деревня в Торжокском районе Тверской области. Входит в состав Мирновского сельского поселения.

## География
Находится в центральной части Тверской области на расстоянии приблизительно 14 км на восток по прямой от районного центра города Торжок.

## История
Деревня была отмечена еще на карте 1825 года. В 1859 году здесь (тогда сельцо Беркаево Новоторжского уезда Тверской губернии) было учтено 22 двора, в 1924 — 21. До 2017 года входила в Клоковское сельское поселение.

## Население
Численность населения: 124 человека (1859 год), 29 (русские 97 %) в 2002 году, 19 в 2010.